# ديانا دانيال
ديانا دانيال (بالملايوية: Diana Danielle)‏ هي ممثلة ماليزية، ولدت في 22 نوفمبر 1991 بهيوستن في الولايات المتحدة.

## وصلات خارجية
- ديانا دانيال على موقع IMDb (الإنجليزية)
- ديانا دانيال على موقع قاعدة بيانات الفيلم (الإنجليزية)